# Prionyx niveatus
Prionyx niveatus är en biart som först beskrevs av Dufour 1854.  Prionyx niveatus ingår i släktet Prionyx och familjen grävsteklar.

## Underarter
Arten delas in i följande underarter:
- P. n. ettingol
- P. n. niveatus